# Granville Redmond
Granville Redmond est un peintre et acteur américain, né le 9 mars 1871 à Philadelphie (Pennsylvanie) et mort le 24 mai 1935 à Los Angeles (Californie).

## Biographie

### Jeunesse et formation
Grenville Richard Seymour Redmond — il modifiera l'orthographe de son prénom pour se distinguer de son grand-père paternel — naît le 9 mars 1871 à Philadelphie, en Pennsylvanie. Vers l'âge de deux ans et demi, il contracte la scarlatine qui le rend sourd. En 1874, sa famille déménage sur la côte Ouest, à San José où se trouve l'école spécialisée pour les enfants sourds à Berkeley. Il y assiste, de 1879 à 1890, à des cours et découvre ses talents d'art grâce à son professeur Théophile d'Estrella qui lui avait enseigné la peinture, le dessin et la pantomime.
Diplômé, il décide de continuer à étudier l'art et s'inscrit donc à l'école de design à l'institut des Arts, à San Francisco, où il travaille pendant trois ans avec les professeurs Arthur Frank Mathews et Amédée Joullin. Il y rencontre d'autres artistes comme Gottardo Piazzoni et Giuseppe Cadenasso. Il se lie d'une forte amitié avec Gottardo Piazzoni, qui a même appris la langue des signes américaine, et ont vécu ensemble à Parkfield, puis à Tiburon, en Californie.

### Paris
En 1894, à 23 ans, grâce à une bourse de California School for the Deaf, Granville Redmond part en bateau à vapeur à Paris dans le but d'étudier à l'Académie Julian. Il a pour professeur Jean-Paul Laurens. Douglas Tilden, également diplômé à la California School for the Deaf le rejoint à Paris. En 1895, son tableau Matin d'Hiver, représentant une barge enveloppée de brouillard hivernal sur les rives de la Seine, est accepté pour le Salon de Paris,.
En 1898, il retourne à Californie et s'installe à Los Angeles.

### Rencontre avec Charles Chaplin

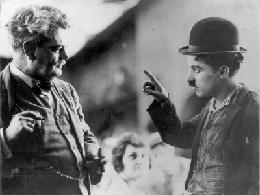
Granville Redmond et Charlie Chaplin.

Pendant son séjour à Los Angeles, Granville Redmond se lie d’amitié avec le comédien, réalisateur et compositeur, Charles Chaplin, qui admire l'expressivité naturelle chez une personne sourde utilisant la langue des signes américaine. Ce dernier lui demande de l'aider à développer les techniques qu'il utilisera plus tard dans ses films muets, sans le mentionner. Il a d'ailleurs utilisé quelques signes comme « enfant » et « bébé » dans son court métrage Une vie de chien
Grâce à Granville Redmond, Charlie Chaplin est l'un des rares comédiens à jouer la bouche close, sans prononcer de mots. Il apparait dans sept films de Chaplin.
Impressionné par ses compétences de peintre, Charlin Chaplin collectionne ses peintures et lui offre un atelier dans ses studios de cinéma, ainsi que des rôles muets, comme le sculpteur dans  Les Lumières de la ville.

« Je pourrais l'admirer pendant des heures. Cela signifie tellement de choses. »

— Charlie Chaplin, dans le journal The Silent Worker, à propos d'un des tableaux de Granville Redmond

### Mort
Granville Redmond meurt, le 24 mai 1935, à Hollywood, en Californie. Il est inhumé au Forest Lawn Memorial Park à Glendale.

### Vie privée
Le 1er novembre 1899, Granville Redmond se marie avec Carrie Ann Jean (1872-1946), également sourde. Ensemble, ils ont trois enfants : Jean Granville Redmond (1901-1979), Helen R. Redmond (1906-1938) et Hiram Johnsonwolfe Redmond (1911-1982).

## Peinture

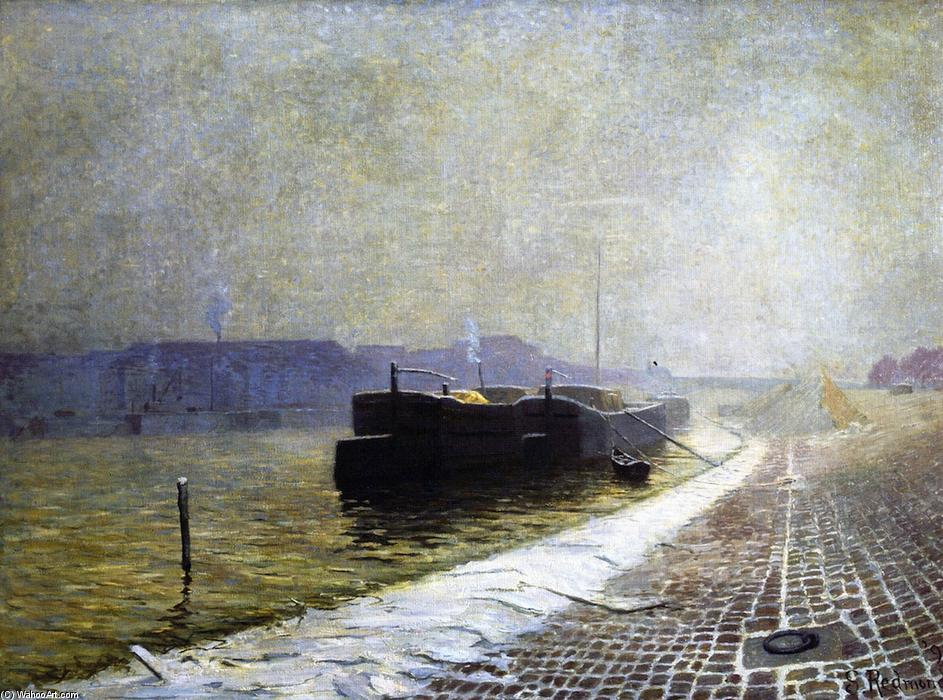
Matin d'Hiver (1895)
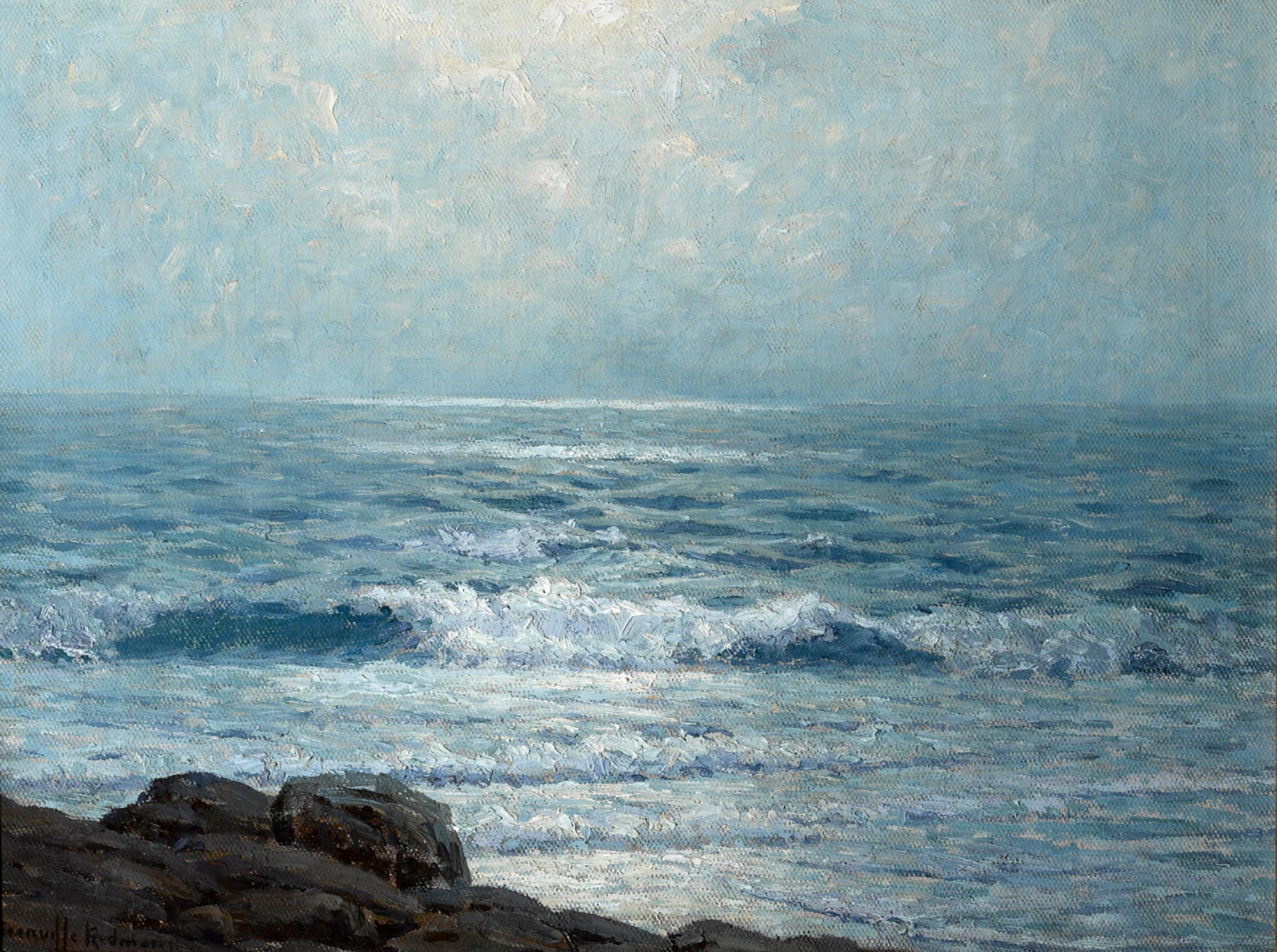
Morning on the Pacific (1911)
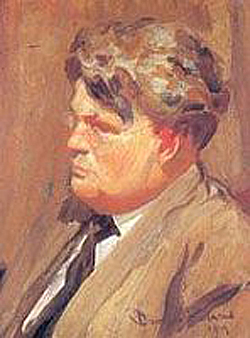
Autoportrait (1919)
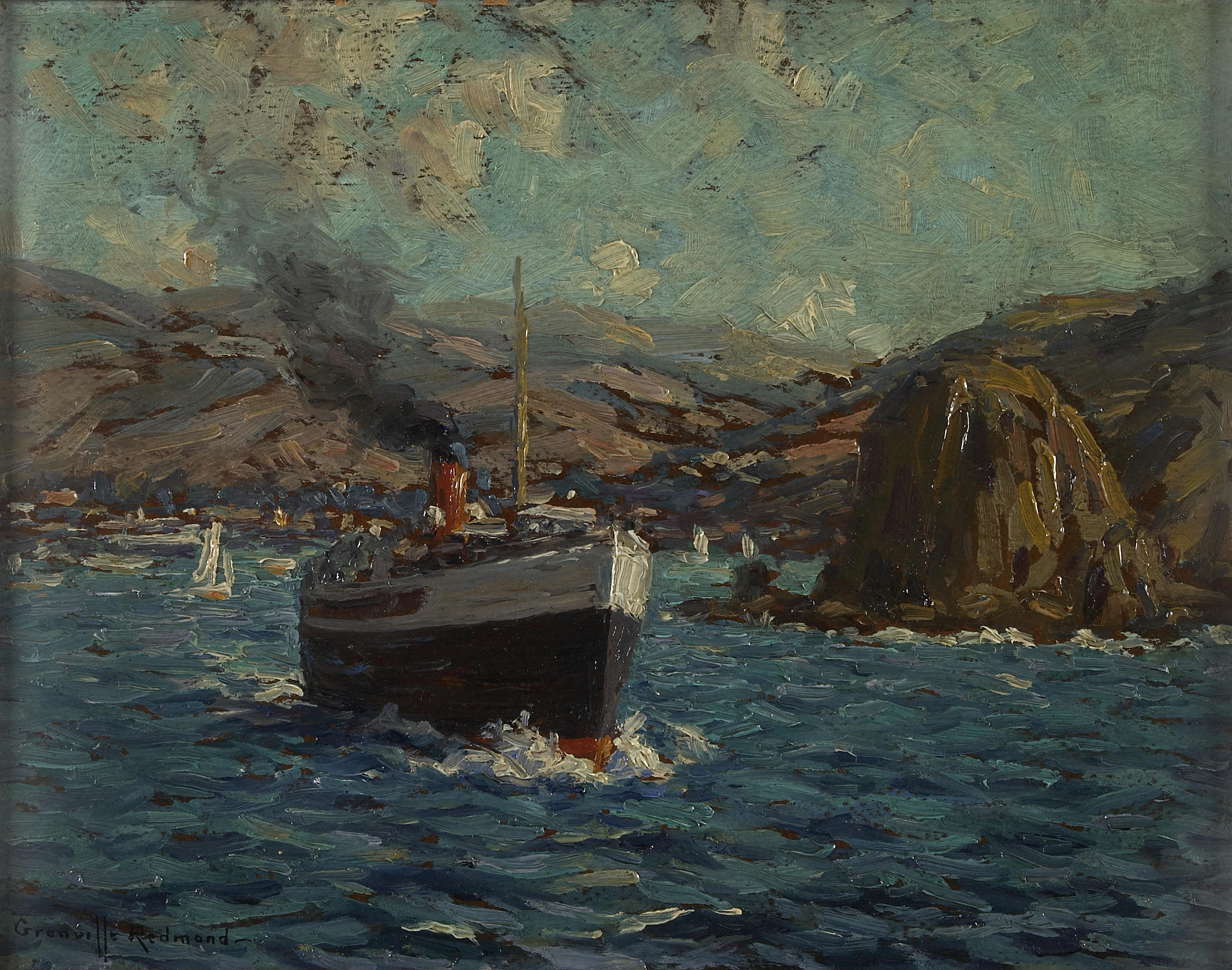
Steamer leaving Avalon, Catalina Island (1920)
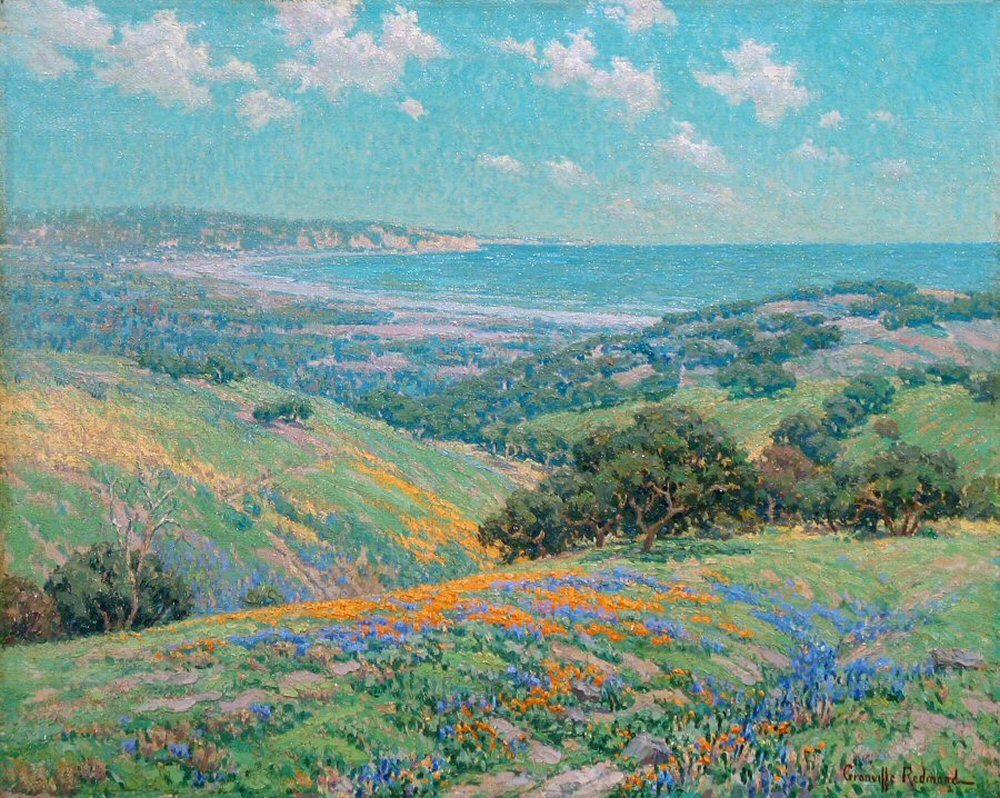
Malibu Coast, Spring (1929)
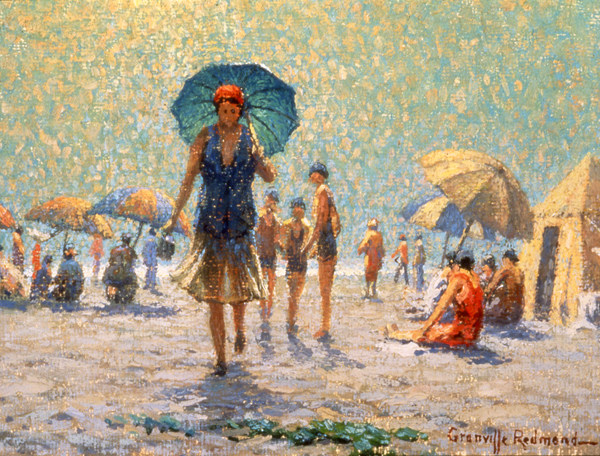
Talk on the Beach (1931)
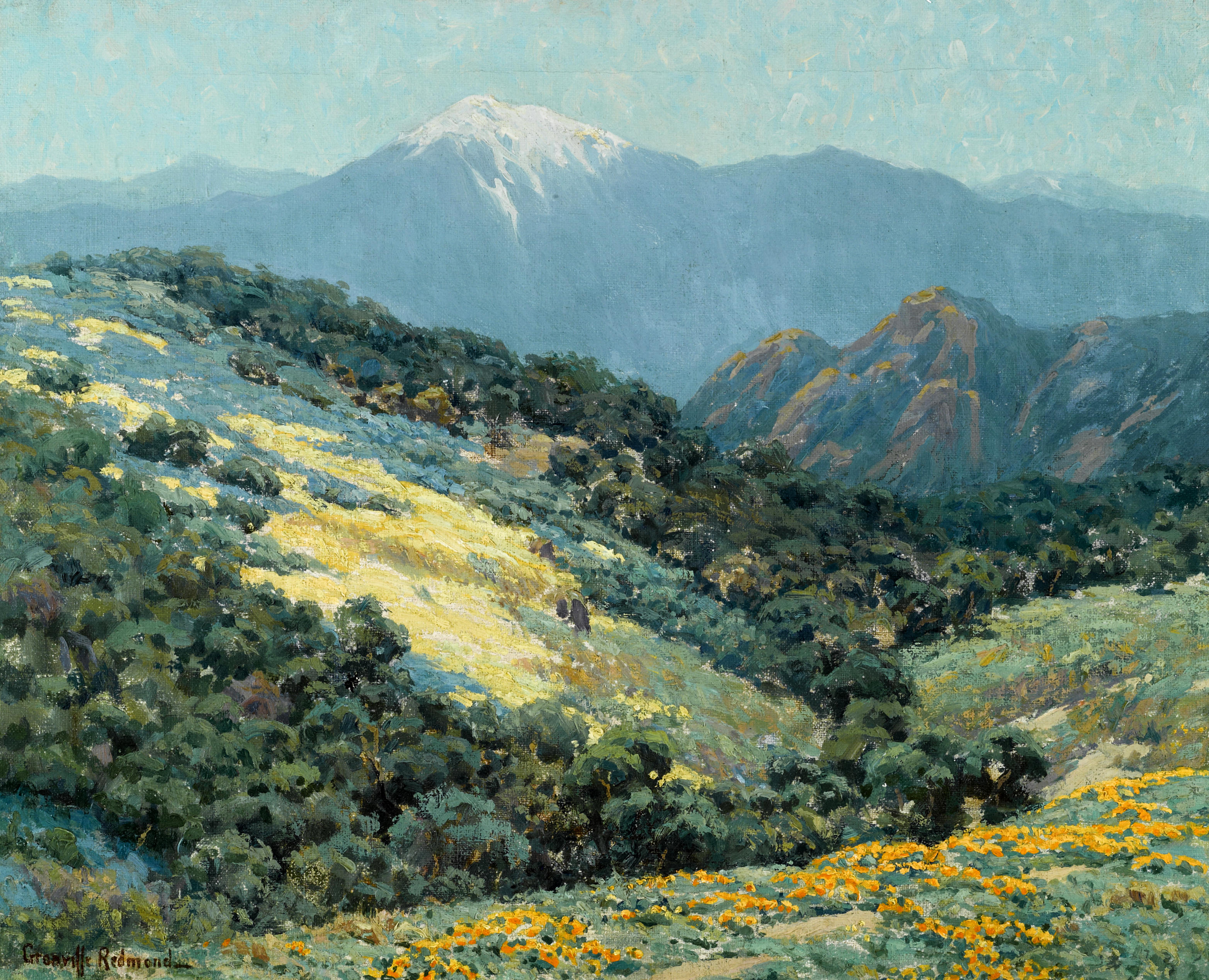
Valley splendor
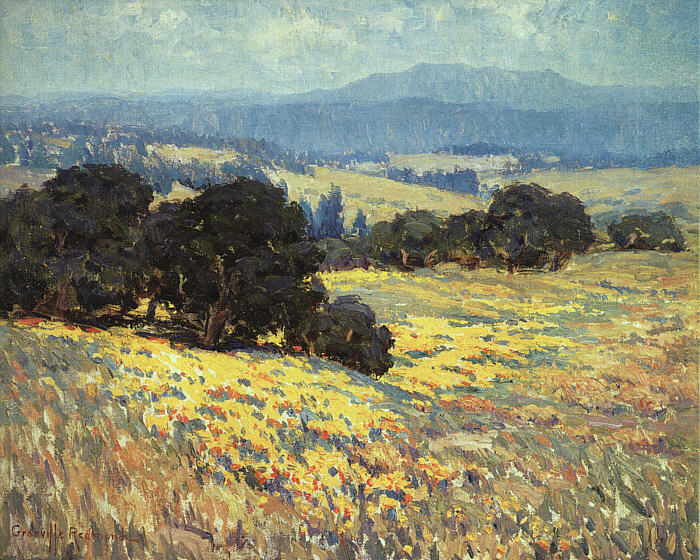
California Oaks and Poppies

## Filmographie
- 1918 : Une vie de chien (A Dog's Life) de Charlie Chaplin : le propriétaire d'une salle de danse (rôle secondaire mineur)
- 1919 : Une idylle aux champs (Sunnyside) de Charlie Chaplin
- 1919 : Une journée de plaisir (A Day's Pleasure) de Charlie Chaplin : un passager
- 1921 : Charlot et le Masque de fer (The Idle Class) de Charlie Chaplin : un client
- 1921 : Le Kid (The Kid) de Charlie Chaplin : l'ami du père du Kid (rôle secondaire mineur)
- 1921 : Les Trois Mousquetaires (The Three Musketeers) de Fred Niblo
- 1923 : L'Opinion publique (A Woman of Paris) de Charlie Chaplin
- 1925 : A Regular Fellow d'A. Edward Sutherland
- 1926 : You'd Be Surprised d'Arthur Rosson : Grey, le valet / le médecin légiste remplaçant
- 1931 : Les Lumières de la ville (City Lights) de Charlie Chaplin : le sculpteur